# Льюис, Джон Луэллин
Джон Луэллин Льюис (реже Ллевеллин; англ. John Llewellyn Lewis; 12 февраля 1880, округ Лукас, Айова — 11 июня 1969, Алегзандрия, Виргиния) — американским профсоюзный лидер и политик; являлся президентом Объединенной шахтерской организации Америки (UMW) с 1920 по 1960 год; был участником создания Конгресса производственных профсоюзов (CIO) в 1930-х годах; поддерживал политику «Нового курса» Франклина Рузвельта, но — будучи убеждённым изоляционистом — порвал с Рузвельтом в 1940 году из-за внешнеполитических разногласий. Льюис полагал, что забастовки являлись эффективным средством давления со стороны рабочих как на работодателей, так и на правительство США. «Твердо поставленная» челюсть и мощный голос помогали ему в политической карьера — и сделали излюбленным героем карикатур.

## Работы
- The miners' fight for American standards (1925)